# Église bulgare Saint-Étienne d'Istanbul
Pour les articles homonymes, voir Église Saint-Étienne.
L'église bulgare Saint-Étienne (en bulgare : Църква "Свети Стефан" ; en turc : Sveti Stefan Kilisesi), également connue sous le nom d'église bulgare de fer, est une église orthodoxe bulgare située dans le quartier de Balat, à Istanbul, en Turquie. Elle est célèbre pour être faite d'éléments en fonte préfabriqués dans le style néo-gothique. L'église appartient à la minorité bulgare de la ville.

## Histoire
Le 25 octobre 1859, la première pierre de l'Église indépendante bulgare de Constantinople est posée par Nicolas Vogoridès, sorte de réponse à Tomos pour l'autocéphalie de l'Église de Grèce et soutenue par le Comité de bienfaisance slave.
Les Bulgares de l'Empire ottoman avaient l'habitude de prier dans les églises du patriarcat orthodoxe Phanar, mais les mouvements nationalistes ont permis aux Bulgares d'avoir une église nationale au XIXe siècle, l'Exarchat bulgare.
L'église richement ornée est une basilique en forme de croix à trois dômes. L'autel fait face à la Corne d'Or et un beffroi de 40 m de haut, dont les six cloches ont été coulées à Iaroslavl, s'élève au-dessus du narthex. Au départ, une petite église en bois avait été érigée sur le rivage de la Corne d'Or entre les places Balat et Fener (près du quartier d'Eyüp), où se trouve l'église actuelle. Une maison avait été donnée par l'homme d'État Stefan Bogoridi, et elle a été réorganisée en église en bois. Elle a été inaugurée le 9 octobre 1849 et est devenue un site important de la renaissance nationale bulgare. L'arrêté royal ottoman du 28 février 1870 instituant l'exarchat bulgare fut lu pour la première fois dans l'église.

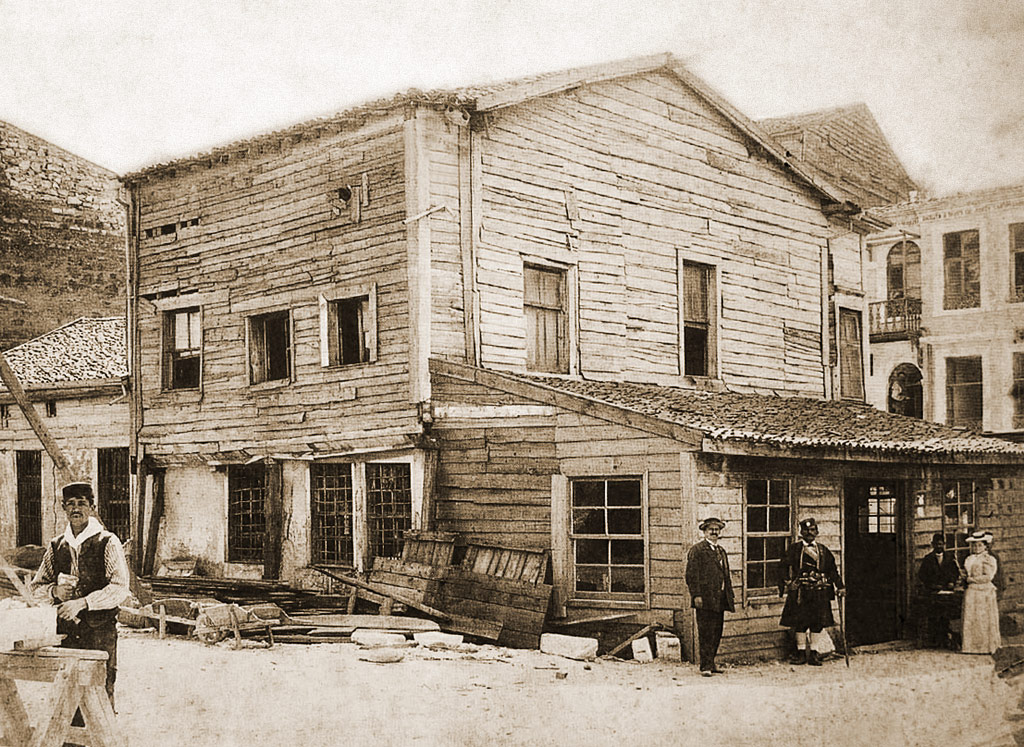
L'église en bois d'origine

Après que la structure en bois d'origine ait souffert d'un incendie, le plus vaste bâtiment actuel a été construit à sa place. Une ossature en fer a été préférée à l'armature en béton en raison des fondations de sol faibles. Les plans de construction ont été préparés par l'architecte arménien ottoman basé à Istanbul Hovsep Aznavur.
Un concours international a été organisé pour produire les pièces préfabriquées en fonte de l'église, remporté par une société autrichienne, R. Ph. Waagner. Les éléments préfabriqués, pesant 500 tonnes, ont été produits à Vienne de 1893 à 1896 et transportés à Istanbul par bateau à travers le Danube et la mer Noire.

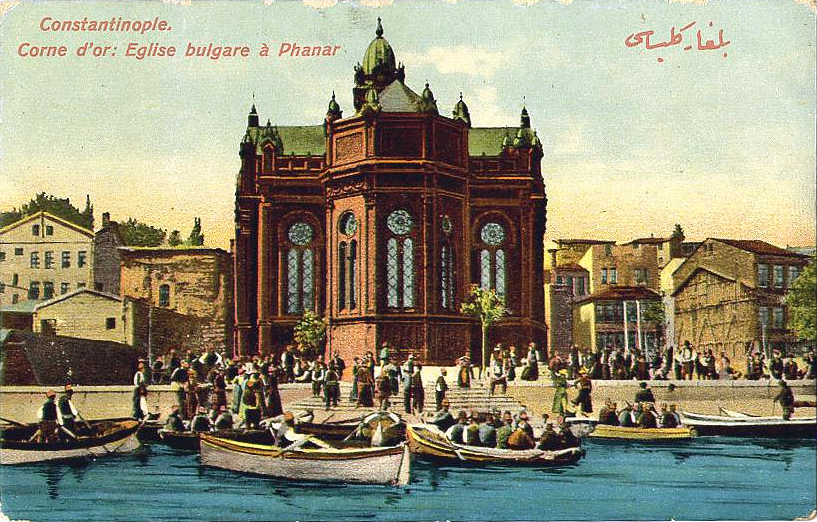
Une carte postale du début du XXe siècle représentant l'église bulgare Saint-Étienne

Après un an et demi, l'église fut achevée en 1898 et inaugurée par l' Exarque Joseph le 8 septembre de la même année. Le squelette principal de l'église était en acier et recouvert de planches métalliques. Toutes les pièces ont été fixées avec des écrous, des boulons, des rivets ou des soudures. En termes d'architecture, l'église allie des influences néo-gothiques et néo-baroques.
L'église Saint-Étienne était le produit de l'expérimentation du XIXe siècle d'églises en fer préfabriquées. Les Britanniques, qui ont inventé la tôle ondulée en 1829, ont fabriqué des églises portables en fer à envoyer dans des colonies éloignées comme l'Australie. Le créateur de la tour Eiffel, l'ingénieur français Gustave Eiffel, a conçu des églises en fer qui ont été envoyées jusqu'aux Philippines et au Pérou. Aujourd'hui, Saint-Étienne est l'une des rares églises préfabriquées en fonte au monde.

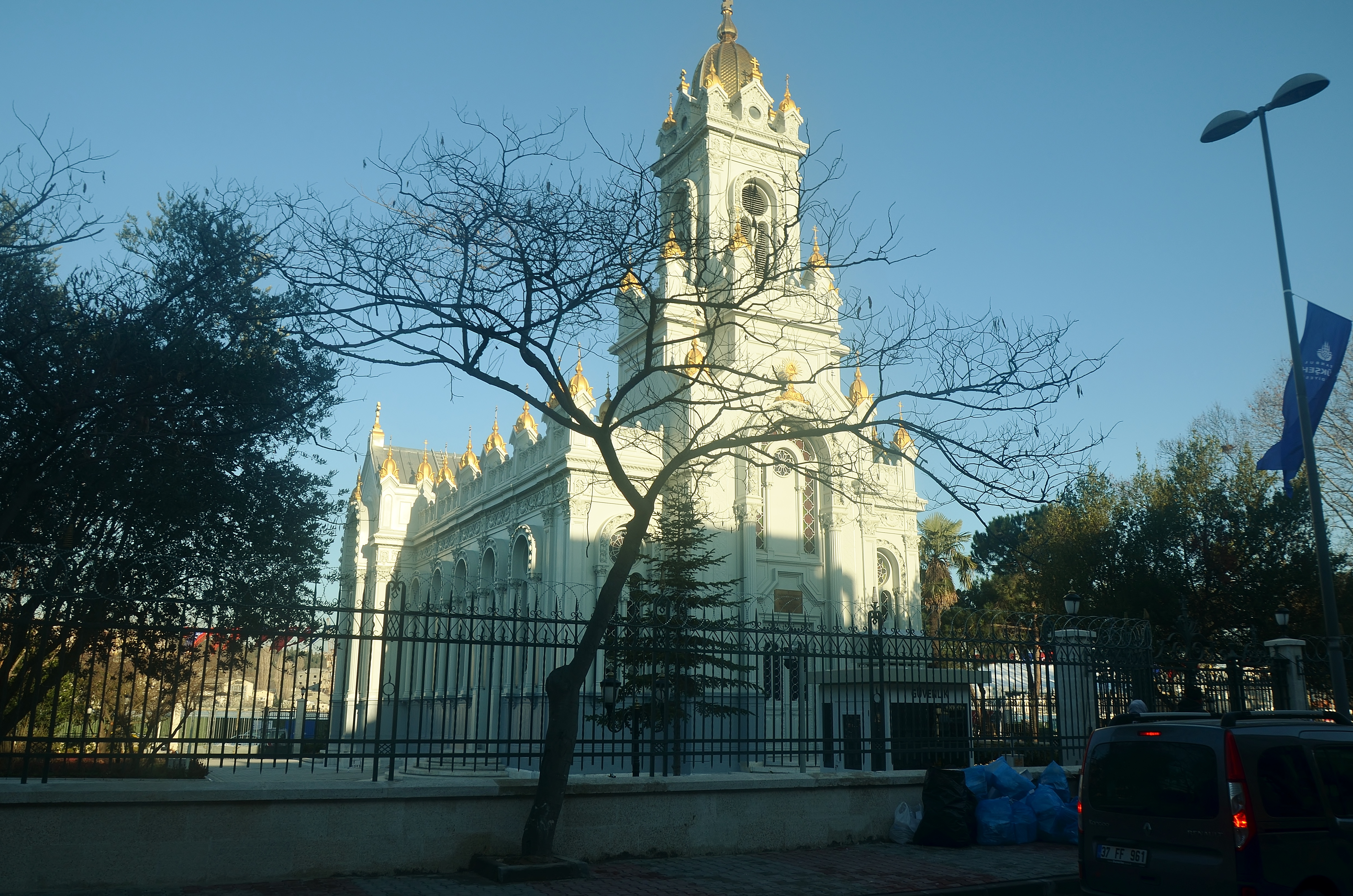
L'église après rénovation en 2018.

Le bâtiment de l'église a subi une rénovation, qui a débuté sous coopération turco-bulgare en 2011 et a coûté plus de 15 millions de livres turques. Le 8 janvier 2018, le président turc Recep Tayyip Erdoğan et le Premier ministre bulgare Boïko Borissov étaient présents à l'inauguration de l'église orthodoxe rénovée Saint-Étienne à Istanbul, à l'occasion de son 120e anniversaire.
En plus de l'église Saint-Étienne, il existe une autre église orthodoxe bulgare à Istanbul, l'église Saint-Démétrius, à Feriköy.

## Personnes inhumées
- Ilarion Makariopolski

## Galerie

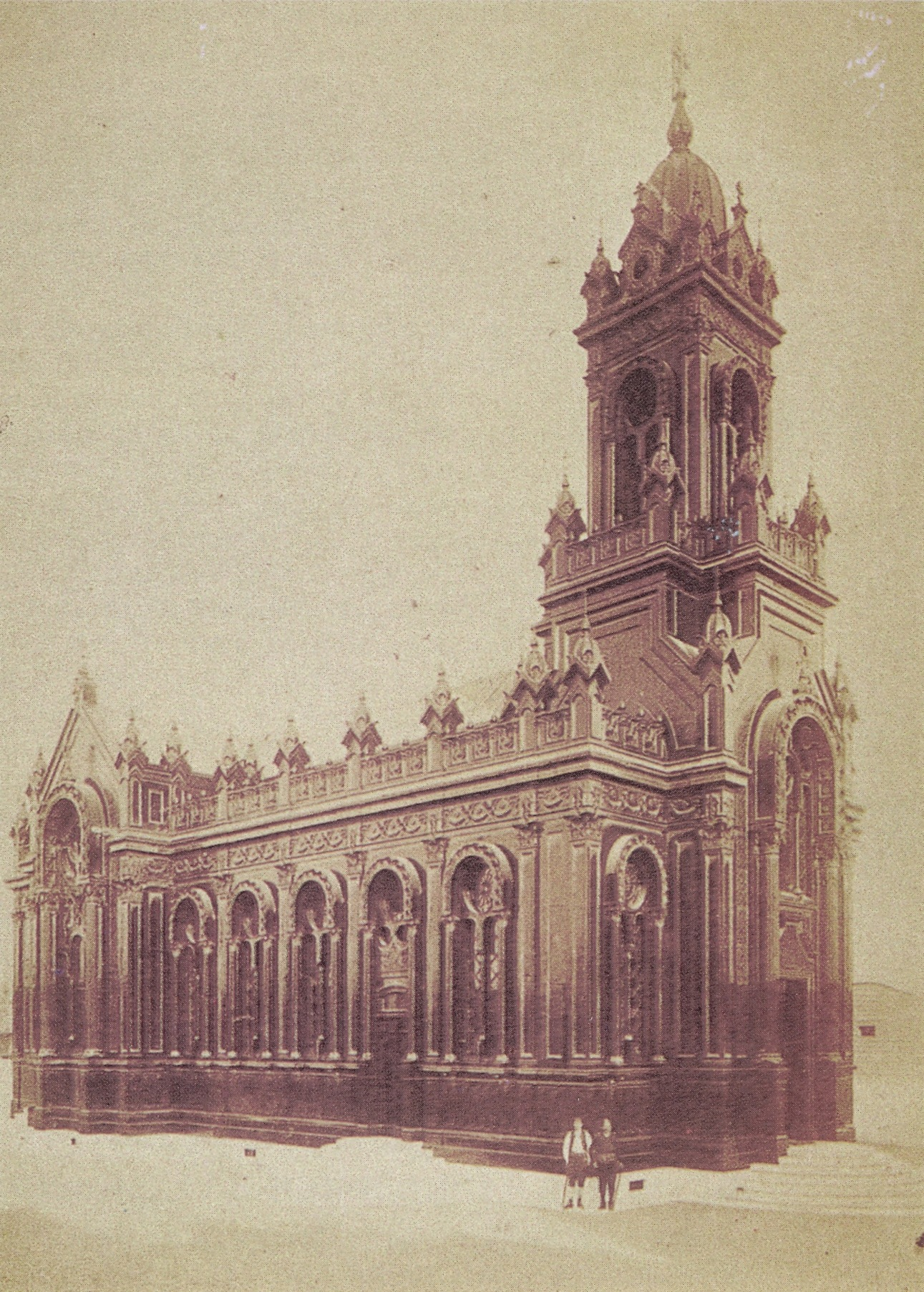
Église de fer Saint-Étienne en 1898
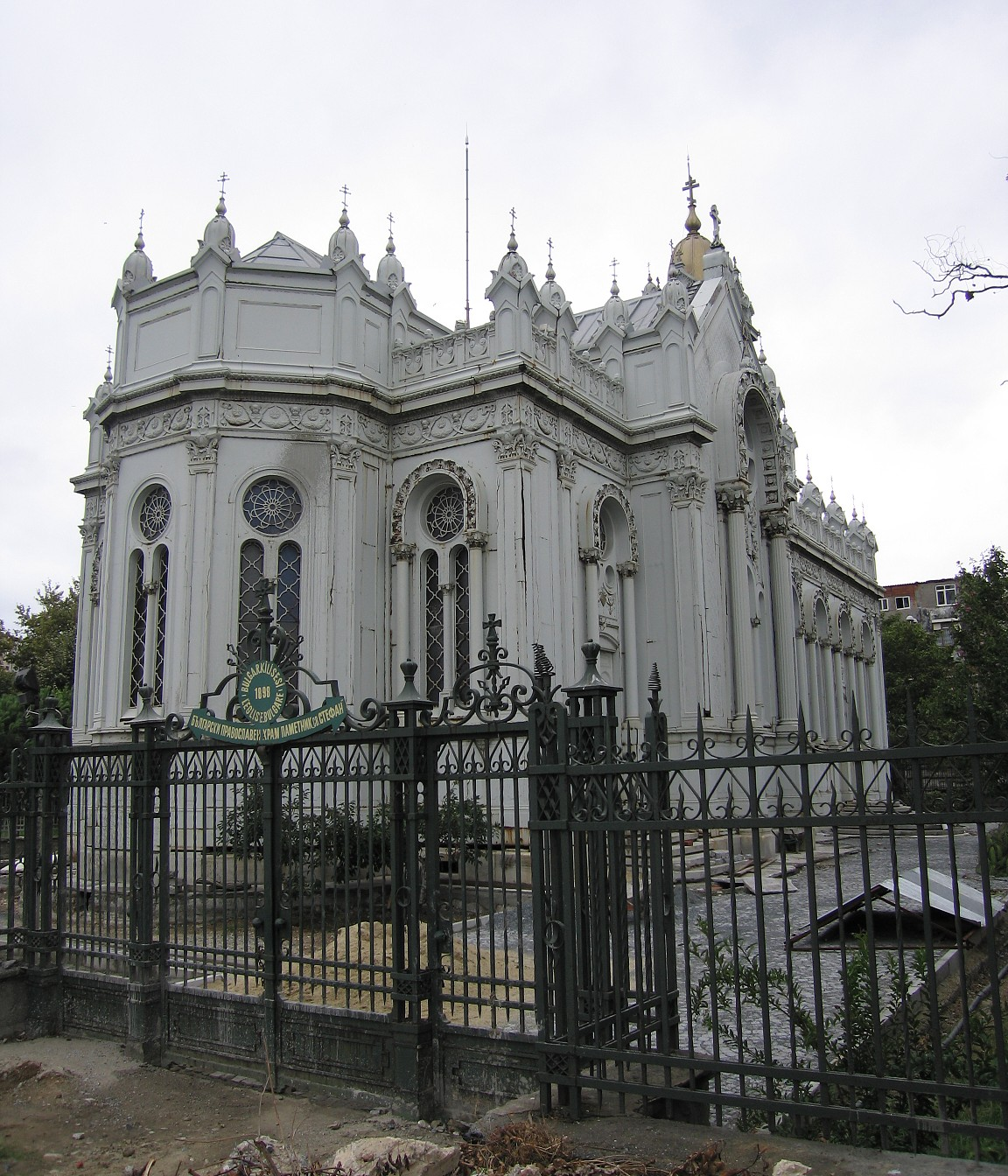
Vue depuis la Corne d'Or
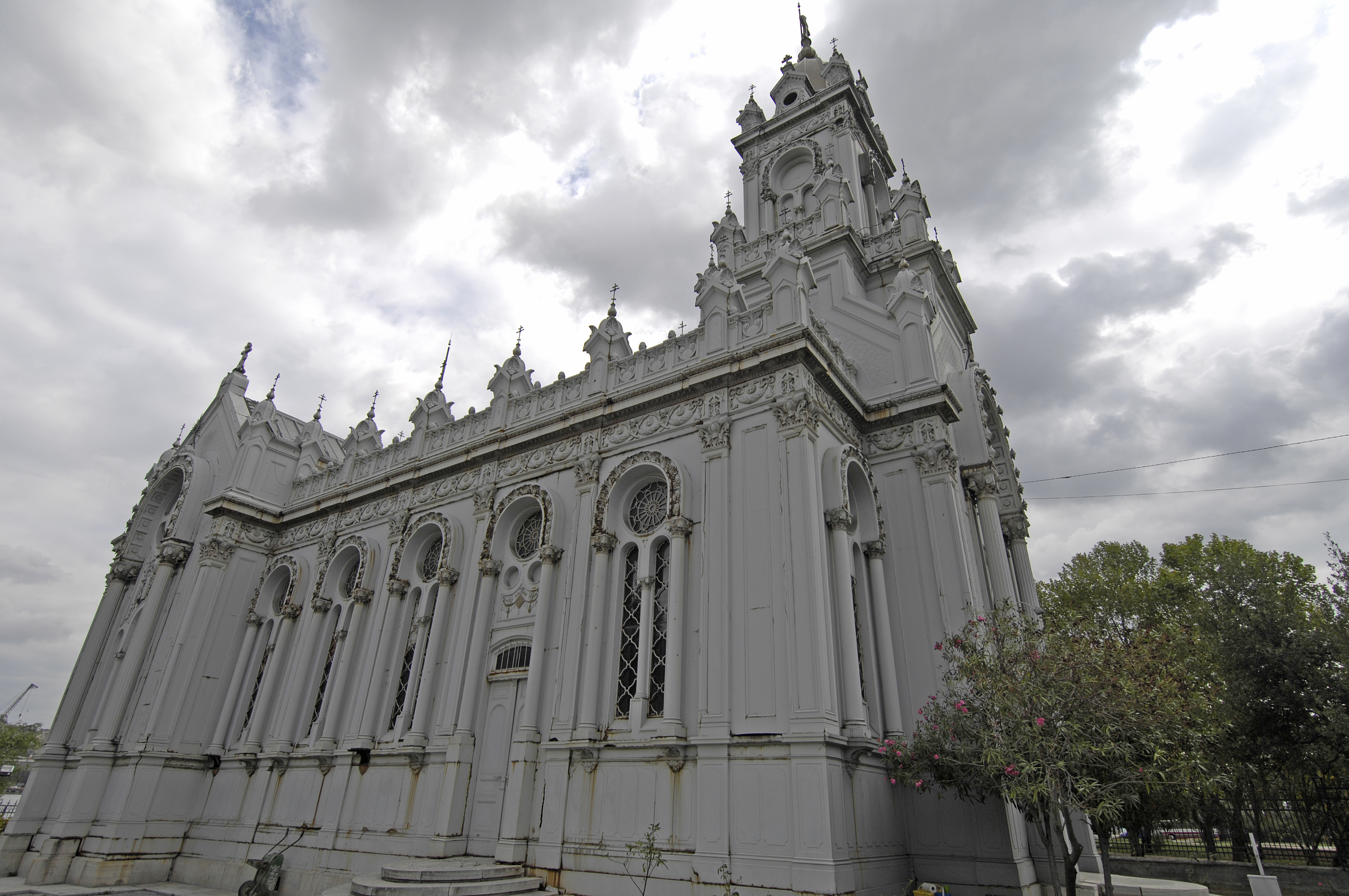
Extérieur de Saint-Étienne des Bulgares
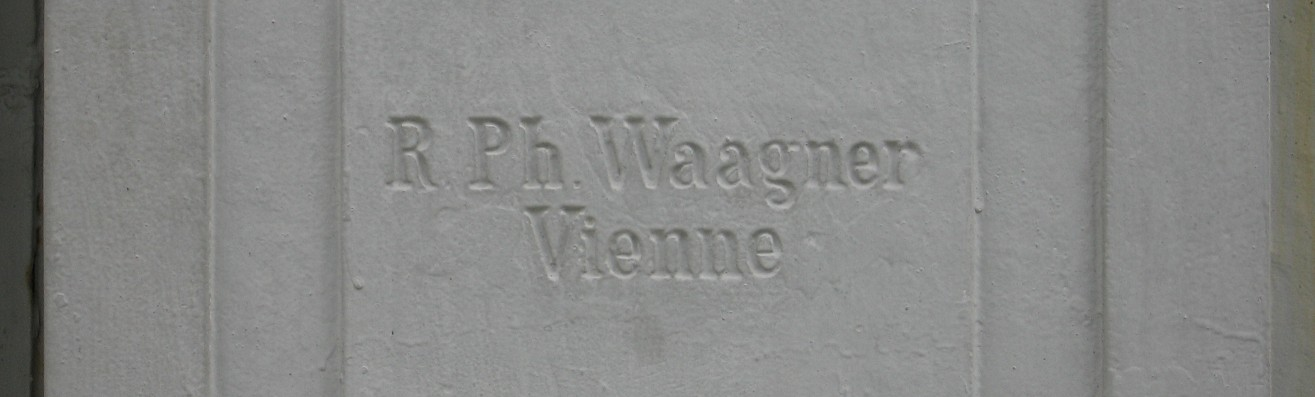
Rudolph Philipp Waagner, Vienne, producteur des éléments en acier
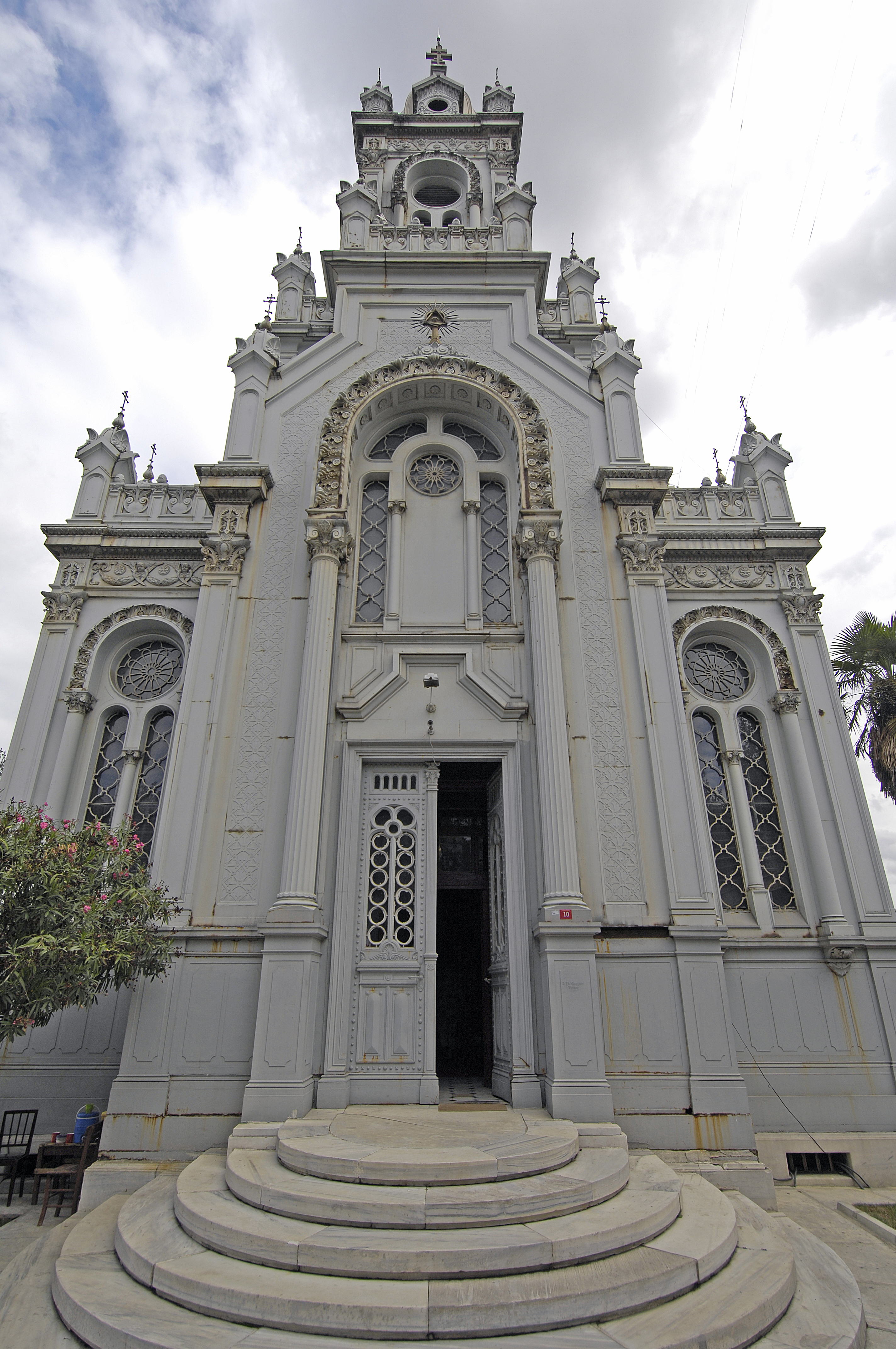
Façade de l'église bulgare Saint-Étienne
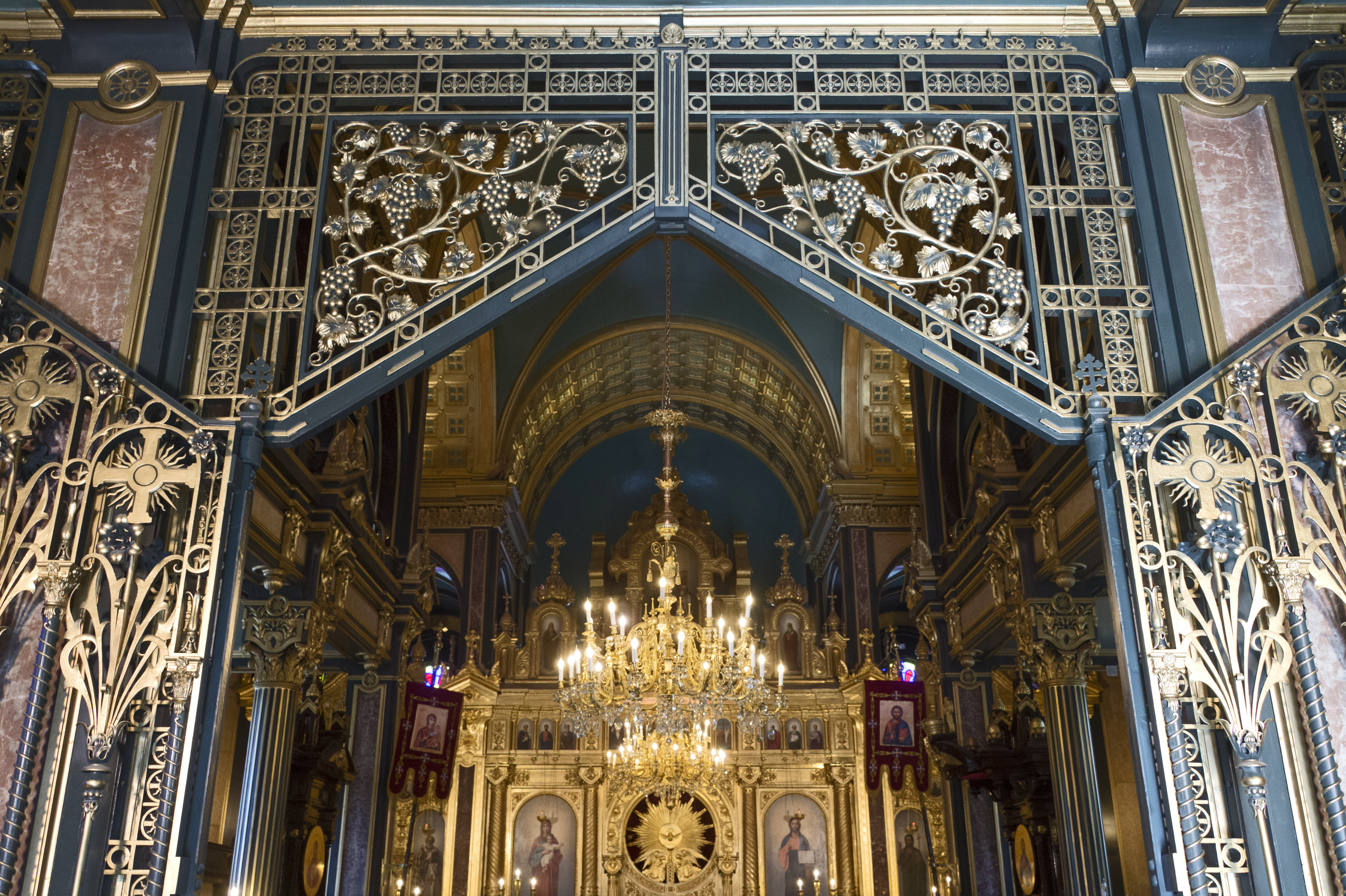
L'iconostase de l'église bulgare Saint-Étienne vue à travers les portes
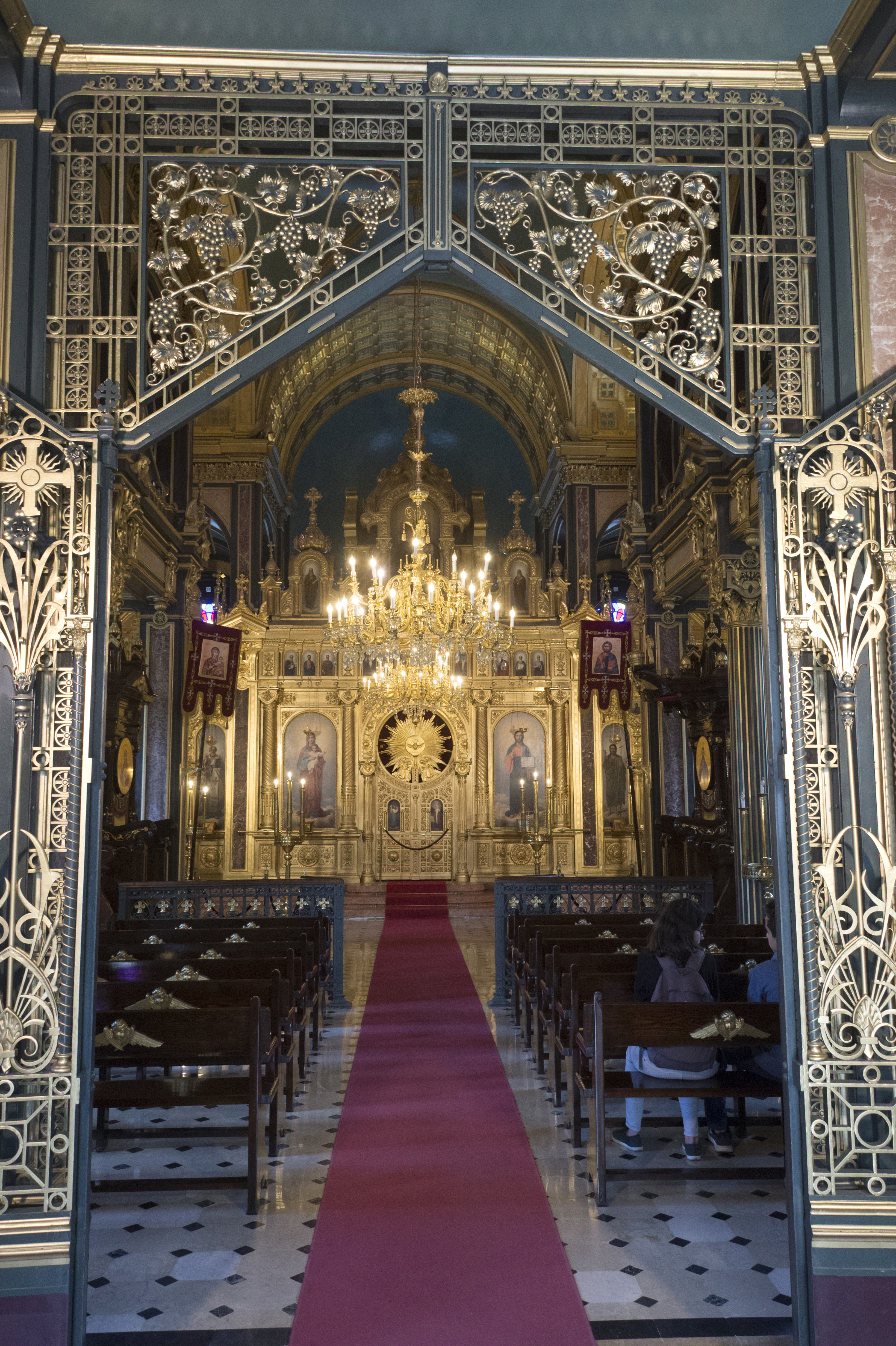
Église bulgare Saint-Étienne à l'iconostase
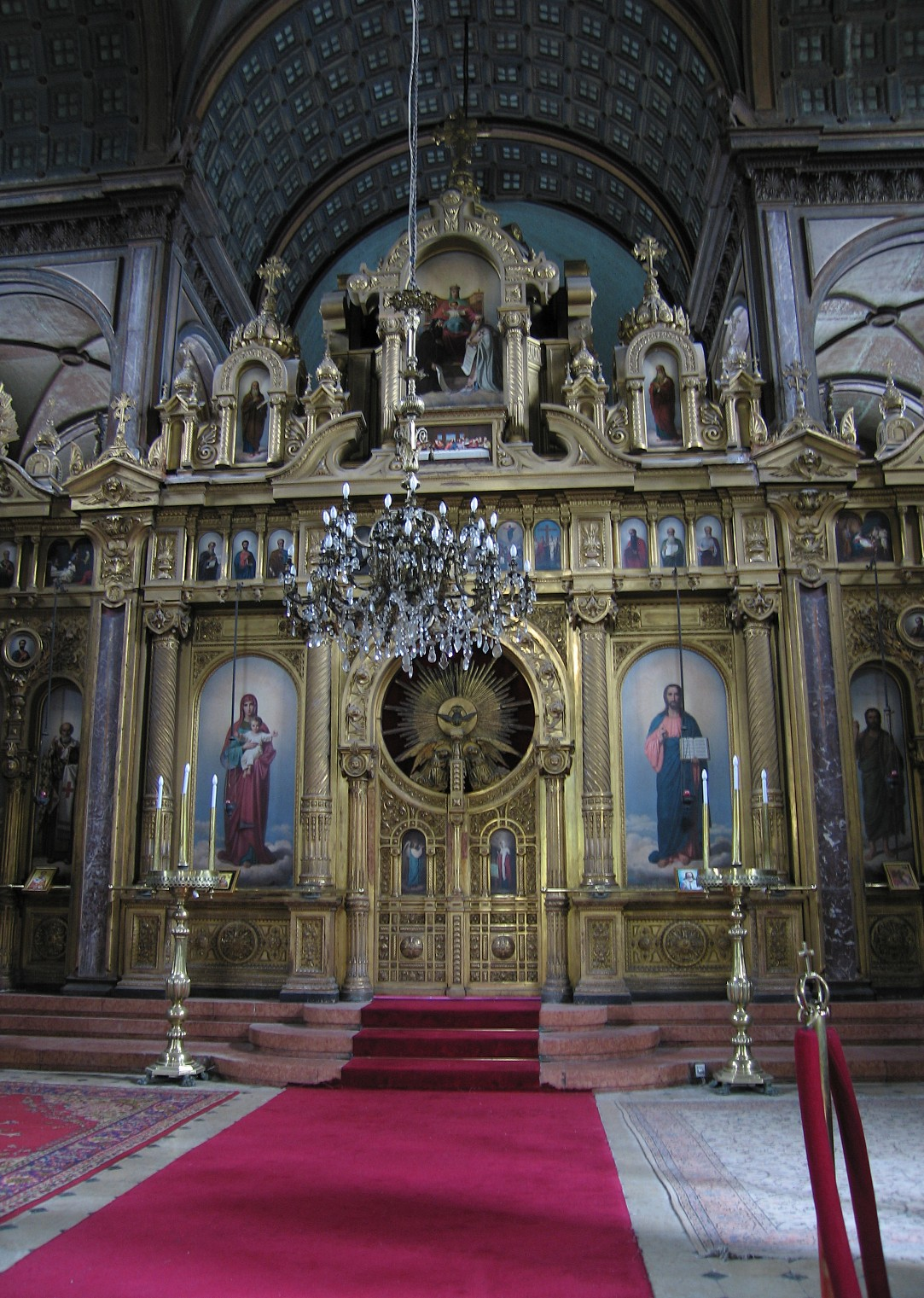
L'iconostase
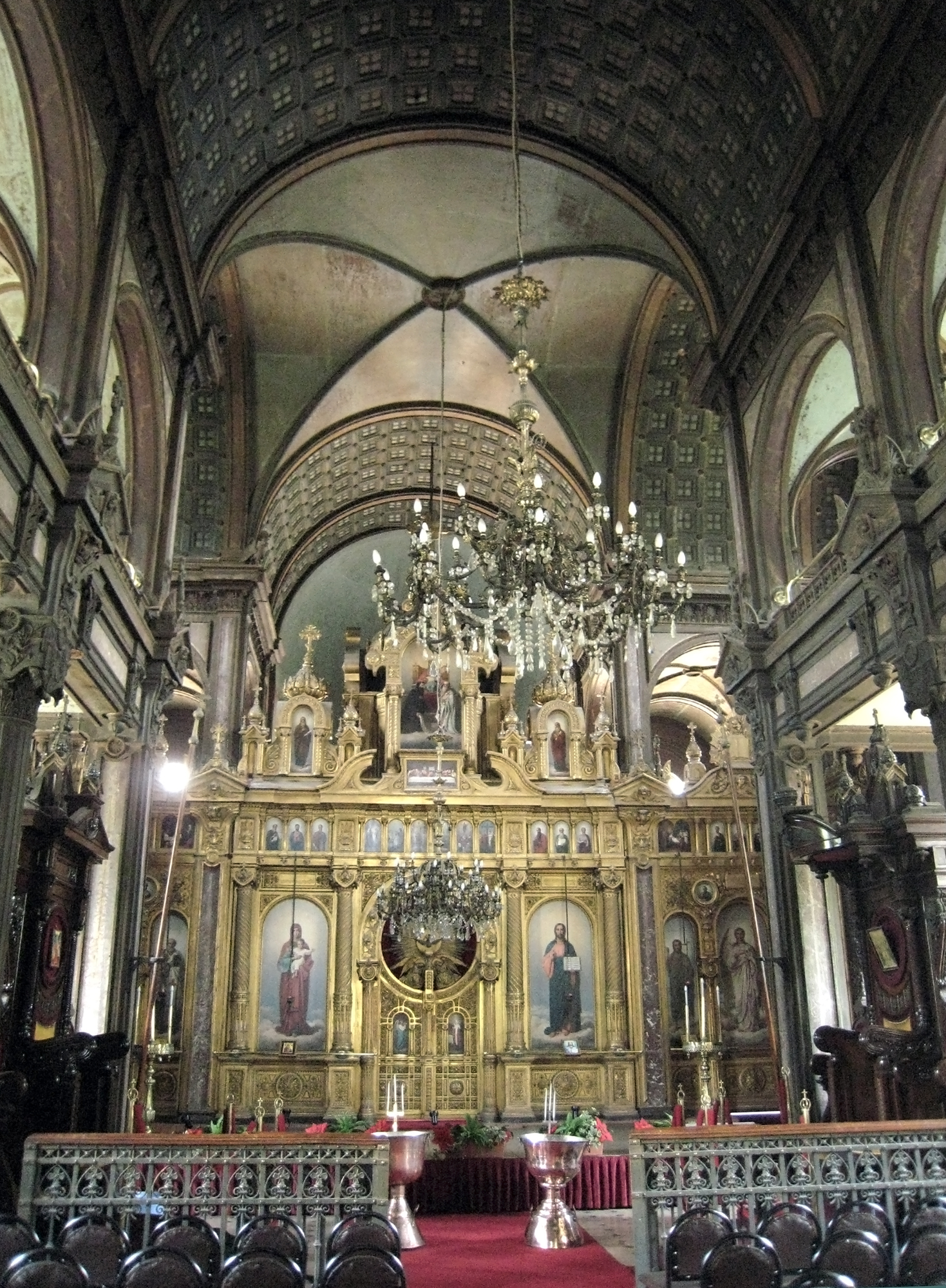
Intérieur de l'église Saint-Étienne
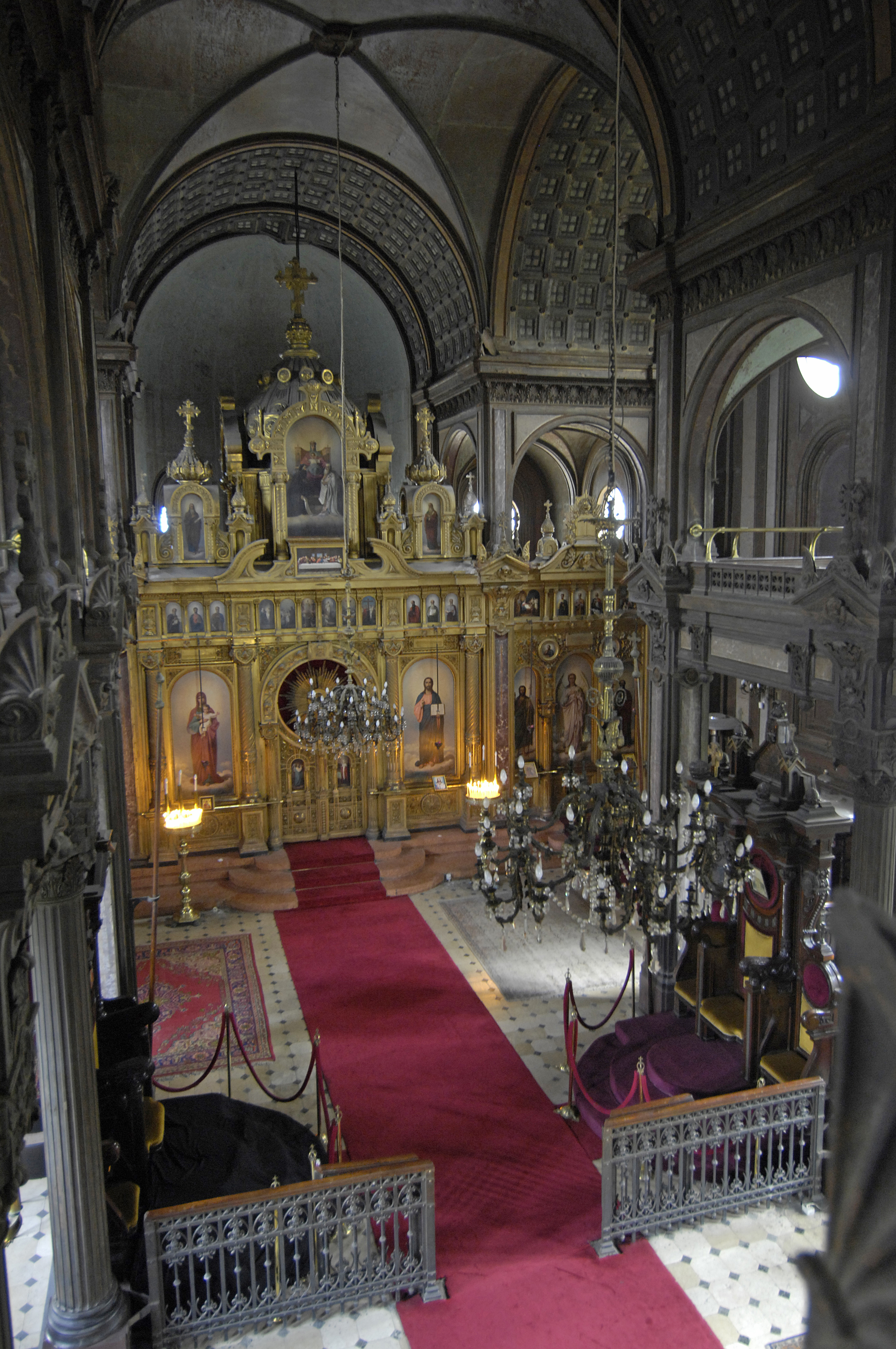
Vue de l'église bulgare Saint-Étienne du premier étage
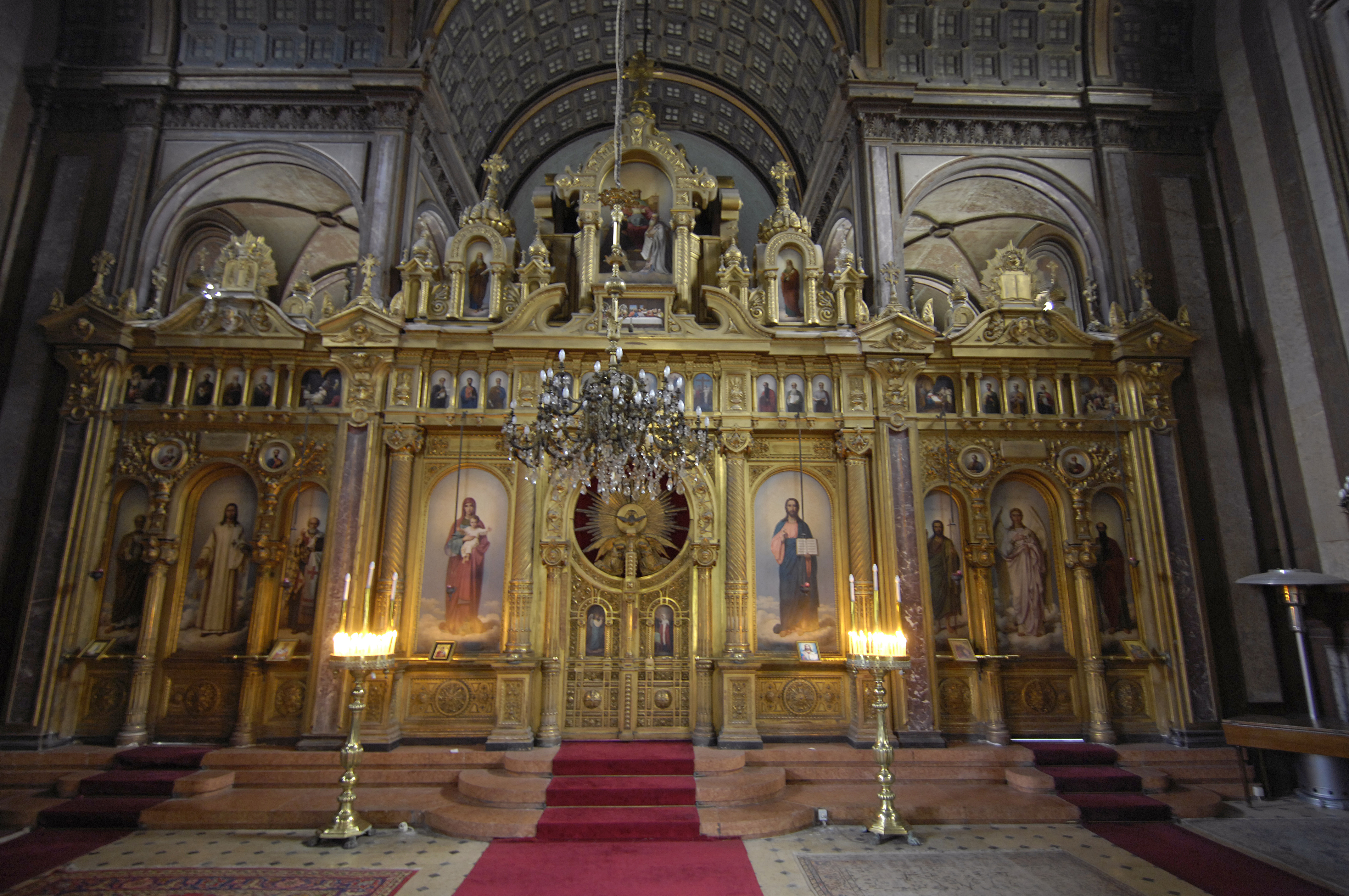
Iconostase de l'église bulgare Saint-Étienne
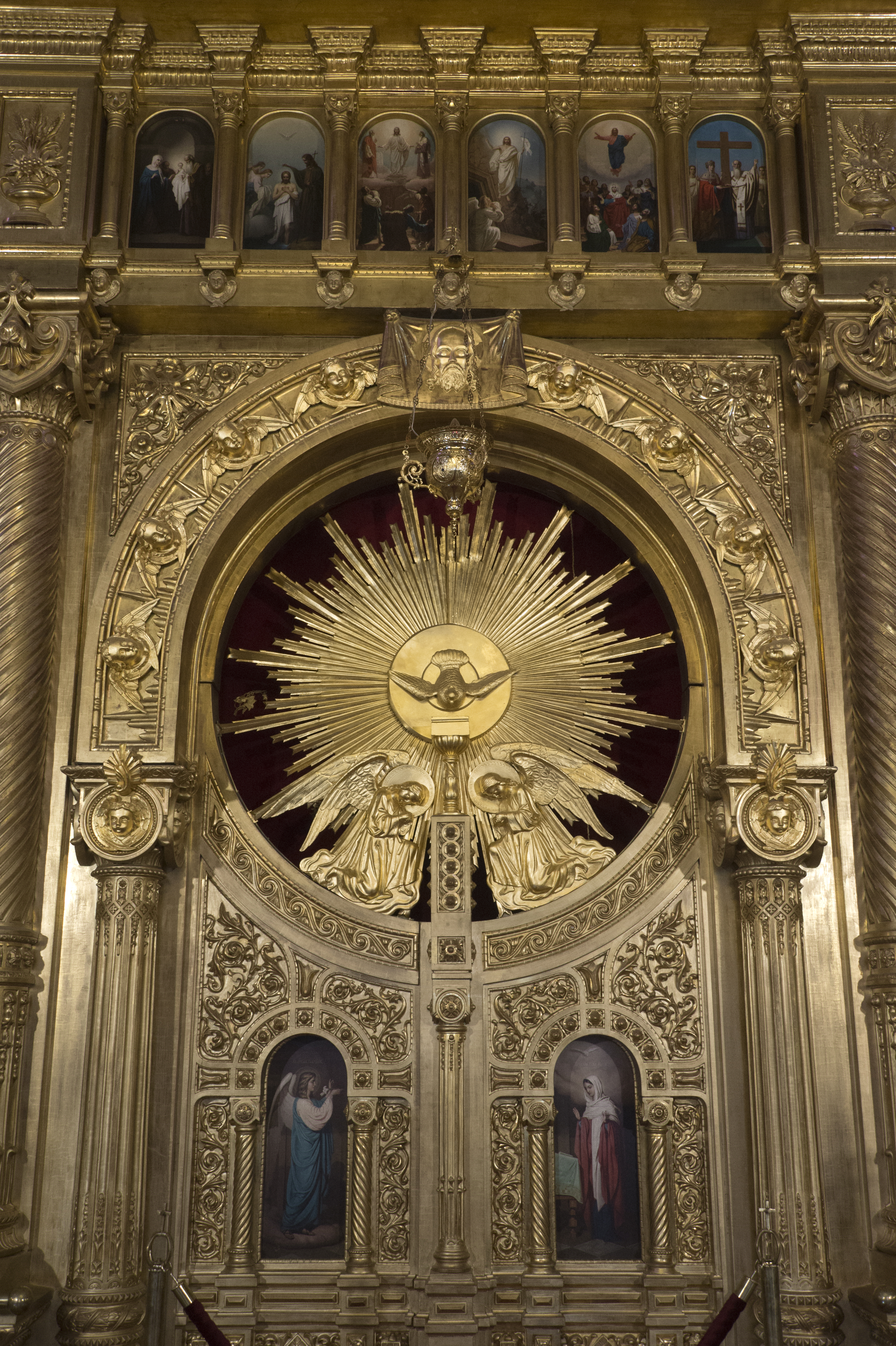
Détail de l'icône de l'église bulgare Saint-Étienne
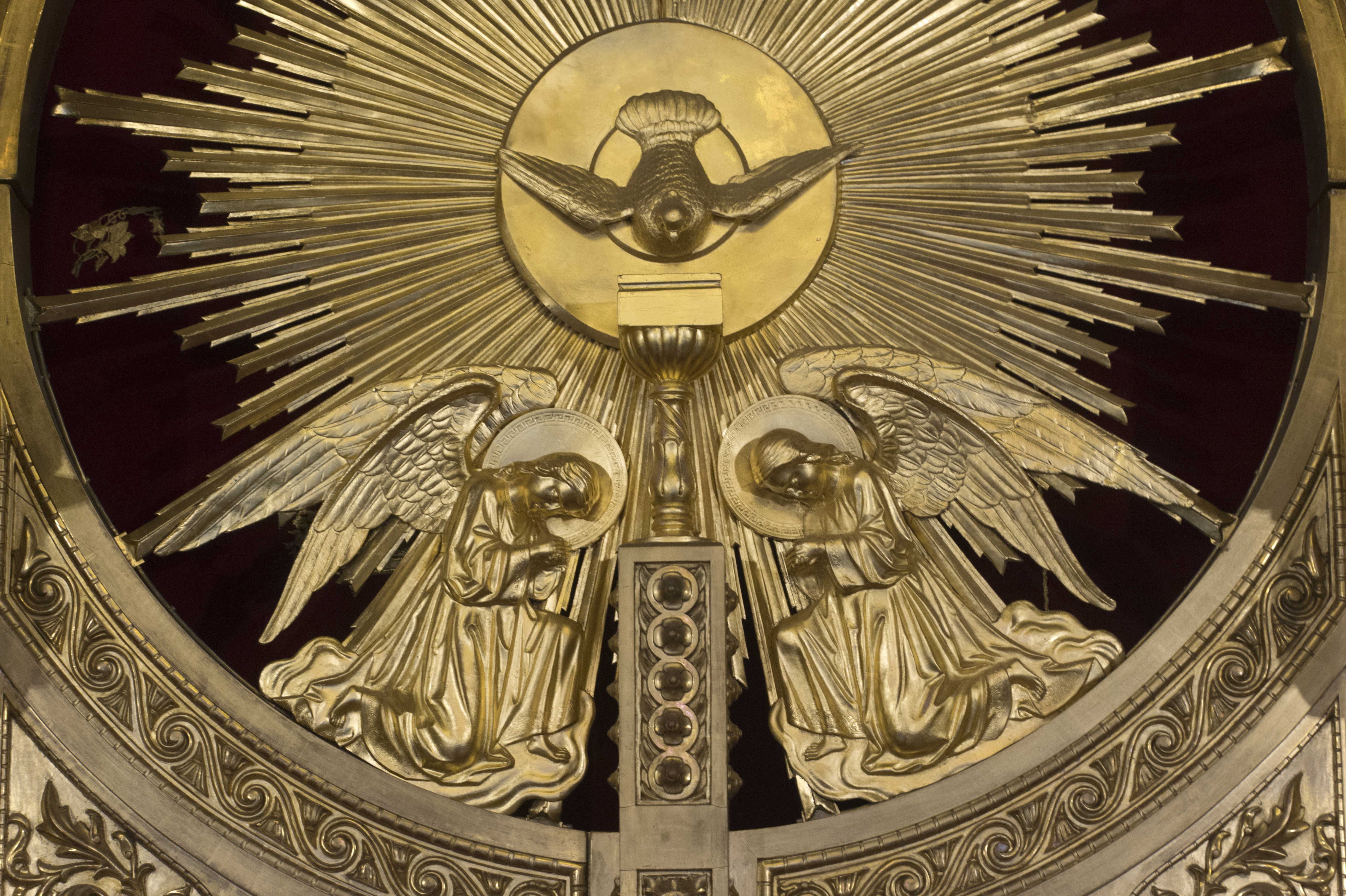
Détail de l'icône de l'église bulgare Saint-Étienne
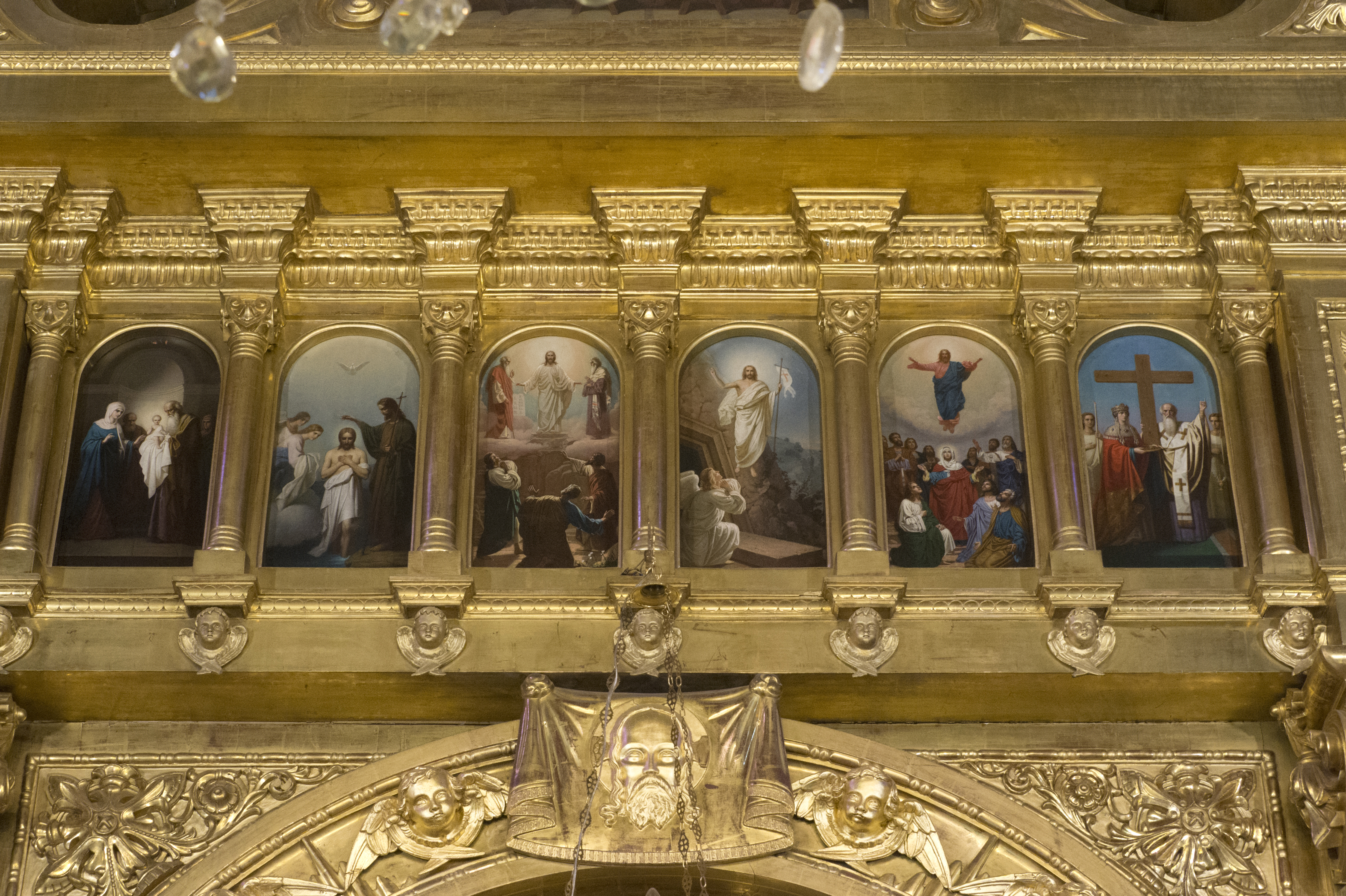
Détail de l'icône de l'église bulgare Saint-Étienne
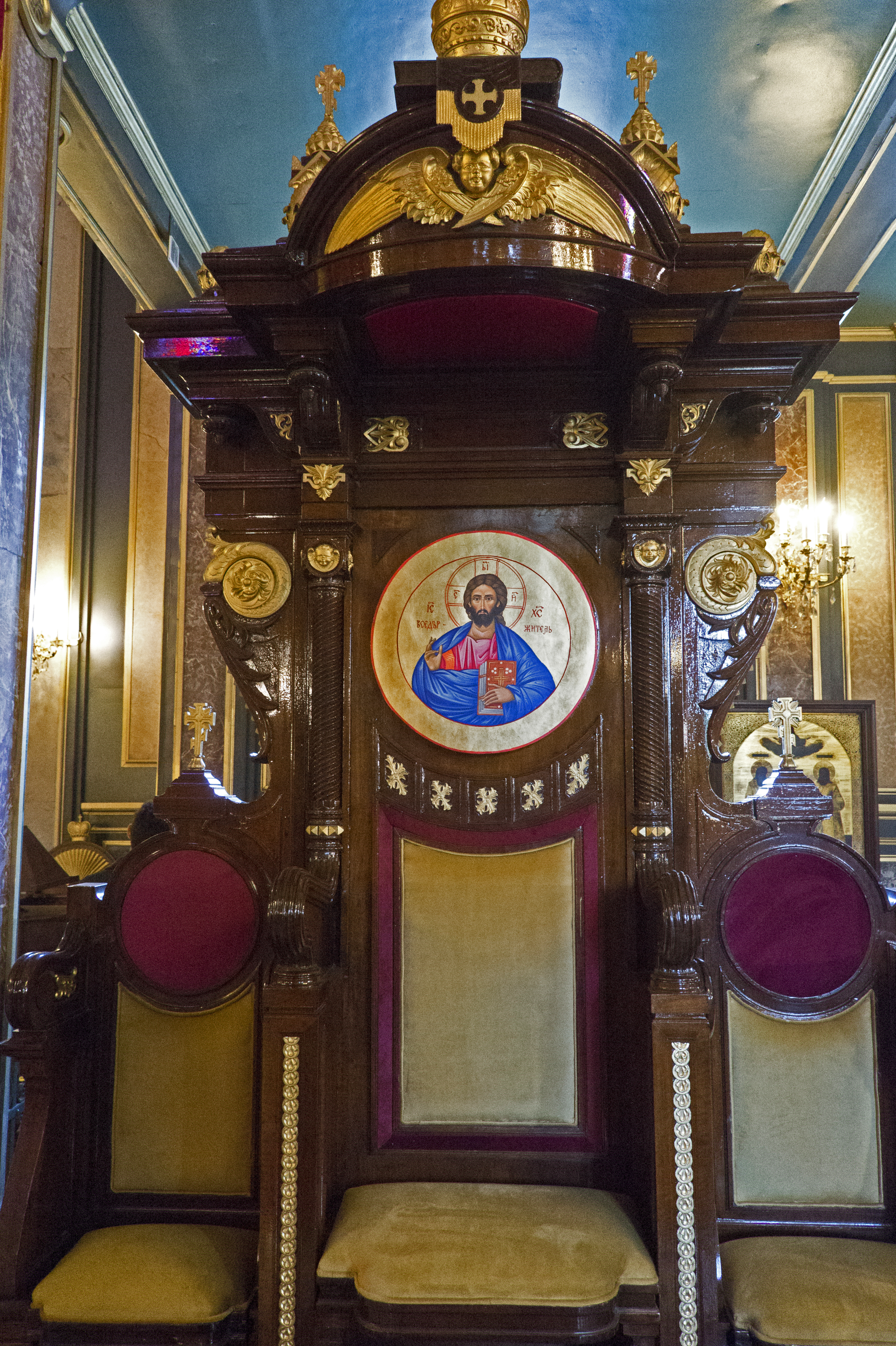
Église bulgare Saint-Étienne, éventuellement siège de l'évêque
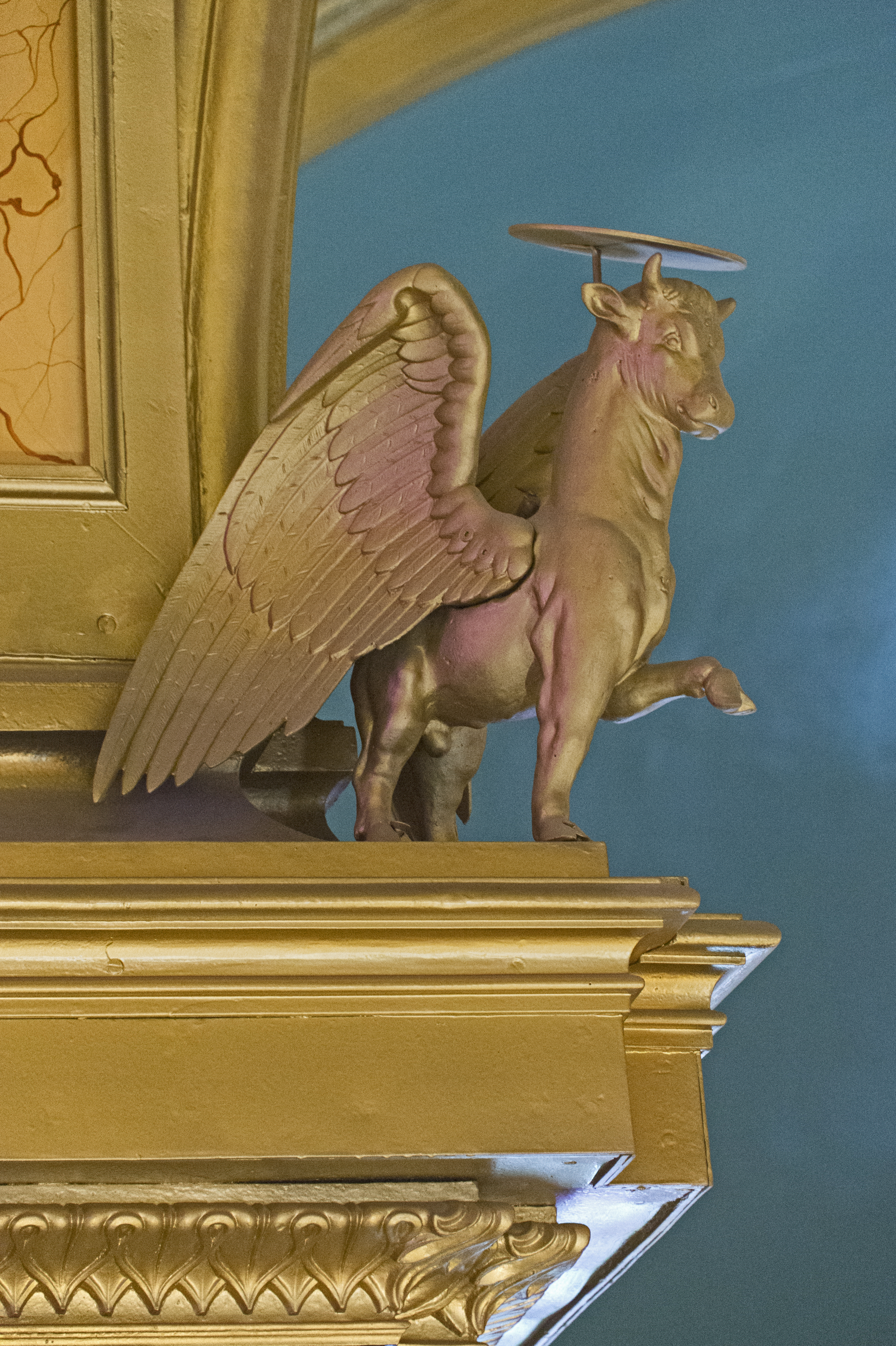
Église bulgare Saint-Étienne
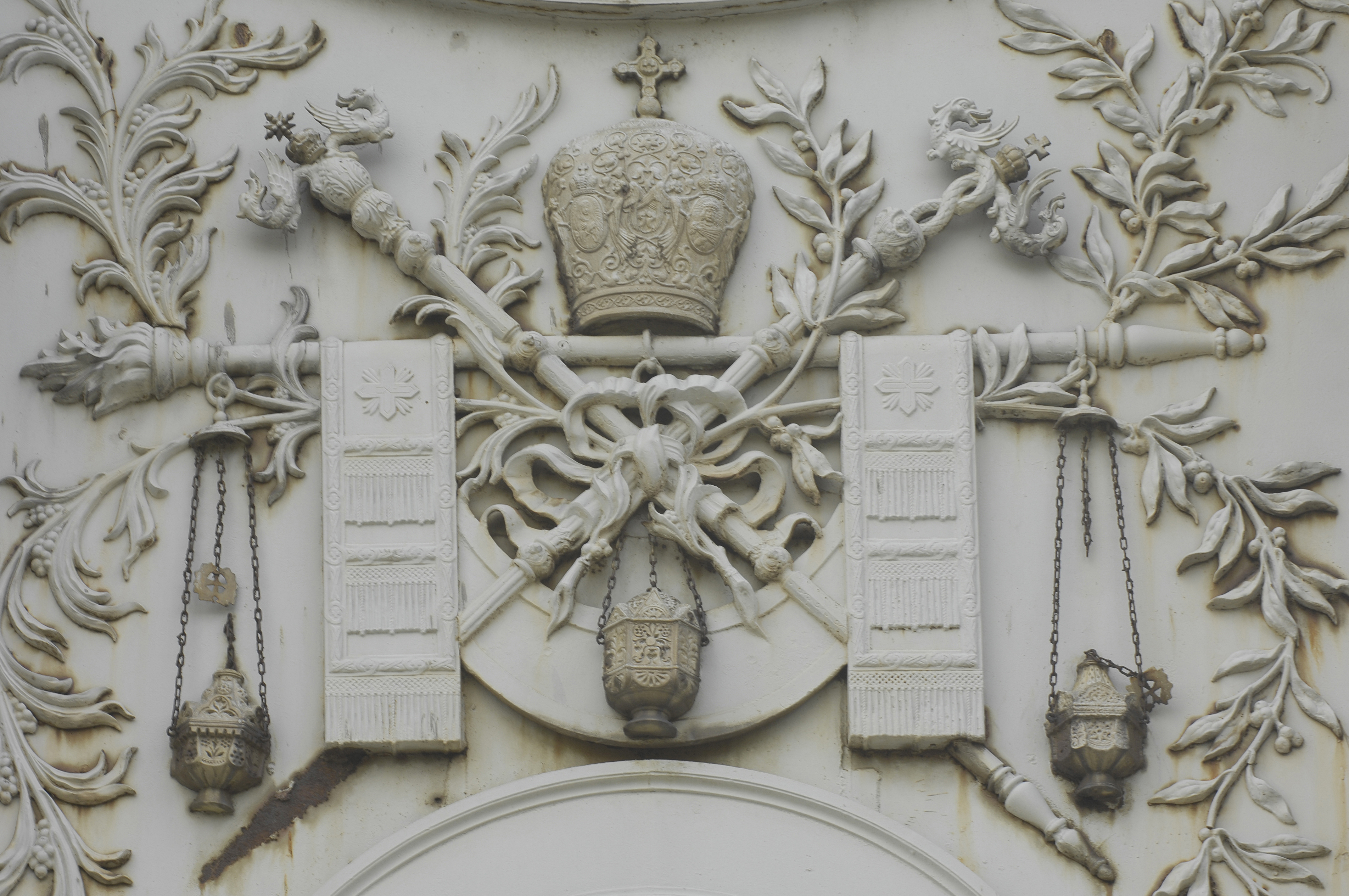
Emblème de l'église bulgare Saint-Étienne